# Блохін Олександр Васильович
Олександр Васильович Блохін (1904 — ?) — радянський державний діяч, секретар Харківського обласного комітету КПУ, 1-й секретар Савинського і Харківського сільського районних комітетів КП(б)У Харківської області.

## Життєпис
Член ВКП(б) з 1940 року.
На 1945—1948 роки — 1-й секретар Савинського районного комітету КП(б)У Харківської області.
У 1948—1949 роках — 1-й секретар Харківського сільського районного комітету КП(б)У Харківської області.
З 1949 року — директор Харківського обласного тресту зернових радгоспів (Харківського тресту радгоспів).
У червні 1954 — 25 жовтня 1955 року — секретар Харківського обласного комітету КПУ з питань сільського господарства.
У 1955—1961 роках — начальник Харківського обласного управління радгоспів.
Подальша доля невідома.

## Нагороди
- два ордени Трудового Червоного Прапора (23.01.1948, 26.02.1958)
- ордени
- медалі